# Psicología de la personalidad

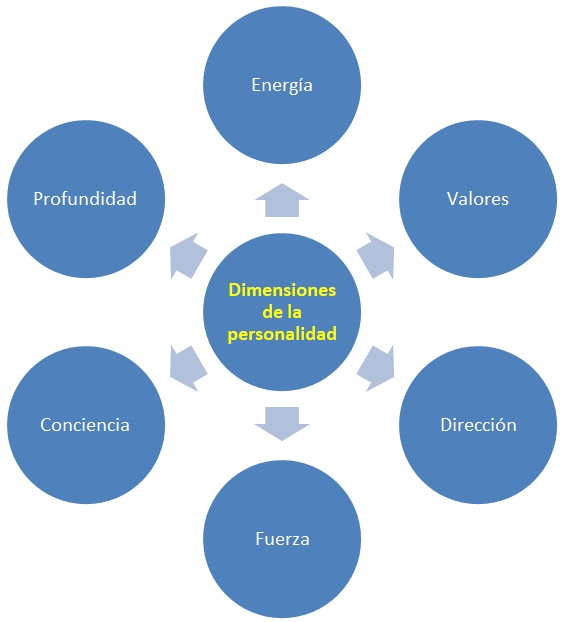
Representación de las dimensiones de la personalidad.

La psicología de la personalidad es una rama de la psicología que estudia la personalidad y su variación entre los individuos. El autor más clásico de la disciplina es el psicólogo estadounidense Gordon Allport, que en el año 1936 publicó el libro «La personalidad».
La personalidad también se refiere al patrón de pensamientos, sentimientos, ajustes sociales y comportamientos exhibidos consistentemente a lo largo del tiempo que influye fuertemente en las expectativas, autopercepciones, valores y actitudes de uno. La personalidad también predice las reacciones humanas a otras personas, problemas y estrés. Allport (1937) describió dos formas principales de estudiar la personalidad: la nomotética y la idiográfica. La psicología nomotética busca leyes generales que puedan aplicarse a muchas personas diferentes, como el principio de autorrealización o el rasgo de la extraversión. La psicología idiográfica es un intento de comprender los aspectos únicos de un individuo en particular. 
Las áreas de enfoque de la psicología de la personalidad incluyen:
- La construcción de una imagen coherente del individuo y de los principales procesos psicológicos.
- La investigación de las diferencias psicológicas.
- La investigación de la naturaleza humana y psicológica de las similitudes entre los individuos.

«Personalidad» es un conjunto dinámico y organizado de características que posee una persona que influye de forma única en su entorno, cogniciones, emociones, motivaciones y comportamientos en diversas situaciones. La palabra «personalidad» tiene su origen en la persona latina, que significa máscara.
El estudio de la personalidad tiene una historia amplia y variada en psicología con abundantes tradiciones teóricas. Las principales teorías incluyen la perspectiva disposicional (rasgo), la perspectiva psicodinámica, humanística, biológica, conductista, evolutiva y de aprendizaje social. Sin embargo, muchos investigadores y psicólogos no se identifican explícitamente con una cierta perspectiva y en su lugar adoptan un enfoque ecléctico. La investigación en esta área está impulsada empíricamente, como los modelos dimensionales, basados en estadísticas multivariantes, como el análisis factorial, o enfatiza el desarrollo teórico, como el de la teoría psicodinámica. También hay un énfasis sustancial en el campo aplicado de las pruebas de personalidad. En la educación y la formación psicológica, el estudio de la naturaleza de la personalidad y su desarrollo psicológico suele revisarse como un requisito previo para los cursos de psicología anormal o psicología clínica.

## Suposiciones filosóficas
Muchas de las ideas desarrolladas por los teóricos de la personalidad histórica y moderna se derivan de las suposiciones filosóficas básicas que poseen. El estudio de la personalidad no es una disciplina puramente empírica, ya que aporta elementos de arte, ciencia y filosofía para extraer conclusiones generales. Las siguientes cinco categorías son algunas de las suposiciones filosóficas más fundamentales sobre las cuales los teóricos no están de acuerdo:
- Libertad frente al determinismo: Esta es la cuestión de si los humanos tienen control sobre su propio comportamiento y comprenden los motivos detrás de él o si su comportamiento está determinado causalmente por fuerzas que escapan a su control. El comportamiento se categoriza como inconsciente, ambiental o biológico por varias teorías.
- La herencia frente al entorno: se piensa que la personalidad está determinada en gran medida por la genética y la biología, o por el entorno y las experiencias. La investigación contemporánea sugiere que la mayoría de los rasgos de personalidad se basan en la influencia conjunta de la genética y el entorno. Uno de los precursores en este campo es C. Robert Cloninger, quien fue pionero en el modelo de temperamento y carácter.
- Singularidad frente a universalidad: esta pregunta discute el alcance de la individualidad (singularidad) o similitud de la naturaleza de cada ser humano (universalidad). Gordon Allport, Abraham Maslow y Carl Rogers fueron partidarios de la singularidad de las personas. Los conductistas y los teóricos cognitivos, por el contrario, enfatizan la importancia de los principios universales, como el refuerzo y la autoeficacia.
- Activo frente a reactivo: Esta pregunta explora si los humanos actúan principalmente a través de la iniciativa individual (activa) o mediante estímulos externos. Los teóricos tradicionales del comportamiento generalmente creían que los humanos son moldeados pasivamente por sus entornos, mientras que los teóricos humanistas y cognitivos creen que los humanos son más activos en su rol. La mayoría de los teóricos modernos concuerdan en que ambos son importantes, y el comportamiento agregado está determinado principalmente por los rasgos y factores situacionales que son el principal predictor de comportamiento a corto plazo.[4][5][6]
- Optimista frente a pesimista: Las teorías de la personalidad difieren con respecto a si los humanos son integrales en el cambio de sus propias personalidades. Las teorías que ponen mucho énfasis en el aprendizaje a menudo son más optimistas que las que no lo hacen.

## Teorías de la personalidad
El estudio de la personalidad se basa en la idea esencial de que todas las personas son similares en algunos aspectos, pero diferentes en otros. Ha habido muchas definiciones diferentes de personalidad propuestas. Sin embargo, muchos psicólogos contemporáneos coinciden en las siguientes definiciones que diferencian el modelo HEXACO de otros marcos de personalidad. Específicamente, el factor H se describe como sincero, honesto, fiel / leal, modesto / no pretencioso, imparcial, VERSUS astuto, engañoso, codicioso, pretencioso, hipócrita, jactancioso y pomposo. El factor H se ha relacionado con tendencias criminales, materialistas, de búsqueda de poder y poco éticas.
Los modelos de rasgo han sido criticados por ser puramente descriptivos y ofrecen poca explicación de las causas subyacentes de la personalidad. La teoría de Eysenck, sin embargo, propone mecanismos biológicos como rasgos de conducción, y los investigadores de la genética del comportamiento moderno han mostrado un claro sustrato genético para ellos. Otra debilidad potencial de las teorías de los rasgos es que pueden llevar a algunas personas a aceptar clasificaciones simplificadas (o peor, ofrecer consejos) basadas en un análisis superficial de la personalidad. Finalmente, los modelos de rasgos a menudo subestiman el efecto de situaciones específicas en el comportamiento de las personas.
Los rasgos se consideran generalizaciones estadísticas que no siempre se corresponden con el comportamiento de un individuo.

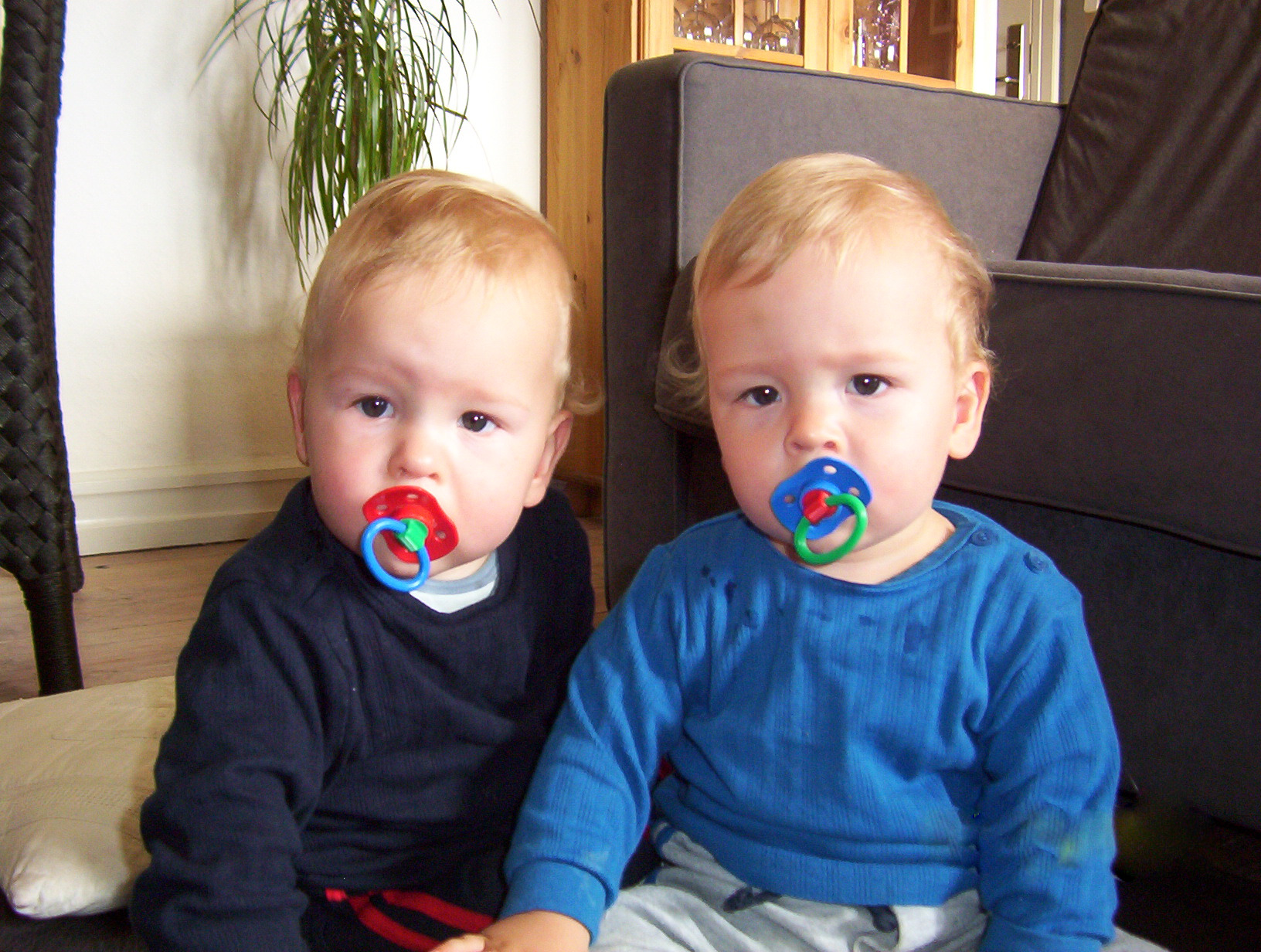
Gemelos monocigóticos (idénticos)

La importancia que tienen las influencias genéticas en las características de la personalidad puede cambiar a lo largo de un período de cinco años. Las diferencias de edad crean más variables incluso dentro de una familia, por lo que las mejores comparaciones se encuentran usando gemelos. Los gemelos suelen compartir un entorno familiar llamado entorno compartido porque pueden compartir otros aspectos como profesores, escuela y amigos. Un entorno no compartido significa un entorno completamente diferente para ambos temas. «Los niños biológicamente relacionados que están separados después del nacimiento y criados en diferentes familias viven en entornos no compartidos». Los gemelos idénticos separados al nacer y criados en diferentes familias constituyen los mejores casos para la herencia y la personalidad, porque las similitudes entre los dos se deben solo a las influencias genéticas. La vulnerabilidad fue un factor en este estudio que se tomó en consideración con respecto al tema de las influencias genéticas en la vulnerabilidad. El estudio concluyó que los gemelos monocigóticos serían más similares que los gemelos dicigóticos en cambio a lo largo del tiempo. Los datos concluyeron que no hubo diferencias significativas para las varianzas entre los gemelos monocigóticos y dicigóticos.

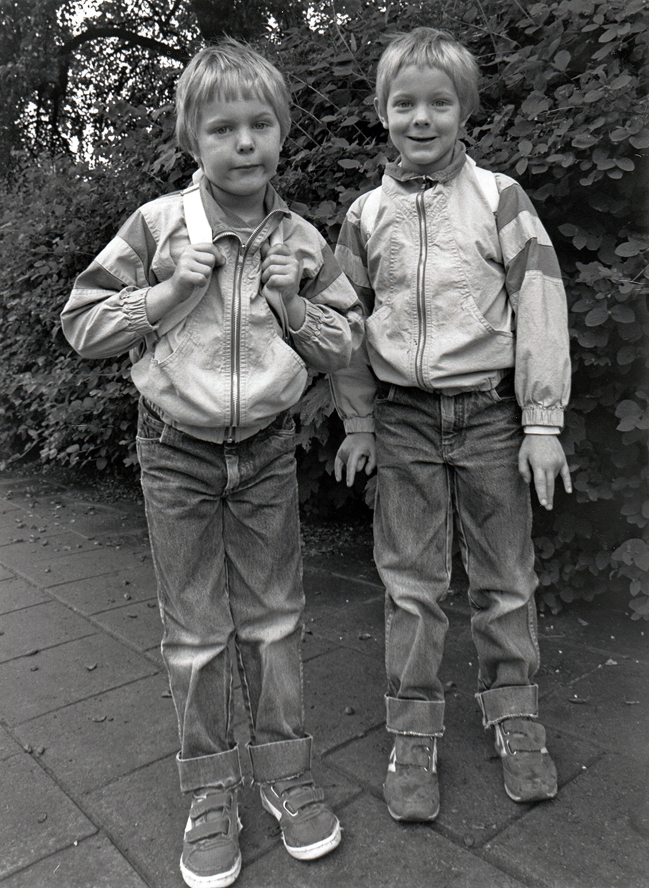
Gemelos dicigóticos (diferentes)

Otra pregunta abierta actual es si las influencias genéticas son importantes para que la probabilidad de que los gemelos cambien de la misma manera en un período de tiempo. Se encontró un vínculo entre el rasgo de personalidad del neuroticismo y un polimorfismo llamado 5-HTTLPR en el gen transportador de serotonina, pero esta asociación no se replicó en estudios más amplios. Otros estudios de genes candidatos han proporcionado evidencia débil de que algunos rasgos de personalidad están relacionados con AVPR1A («gen de la crueldad») y MAOA («gen del guerrero»). Los genotipos, o la constitución genética de un organismo, influyen pero no deciden completamente los rasgos físicos de una persona. Esos también están influenciados por el entorno y los comportamientos que los rodean. Por ejemplo, la altura de una persona se ve afectada por la genética, pero si están desnutridos, el crecimiento se atrofiará sin importar lo que diga su codificación genética. El entorno tampoco es completamente responsable de un resultado en la personalidad. Un ejemplo del libro Psychobiology of Personality por Marvin Zuckerman es el alcoholismo: los estudios sugieren que el alcoholismo es una enfermedad hereditaria, pero si un sujeto con un fuerte origen biológico de alcoholismo en su familia nunca está expuesto al alcohol, no estará tan inclinado independientemente de su genoma.
También es una pregunta abierta para debatir si hay influencias genéticas sobre la tendencia de los gemelos para cambiar, sin tener en cuenta la dirección de dicho cambio. Otro factor que se puede abordar es el de los parientes biológicos frente a los adoptivos y se puede ver claramente en lo que es un experimento de la vida real: la adopción. Esto crea dos grupos: parientes genéticos (padres y hermanos biológicos) y parientes en su entorno (padres y hermanos adoptivos). Después de estudiar a cientos de familias adoptivas, los investigadores descubrieron que las personas que crecen juntas, ya sea biológicamente relacionadas o no, no se parecen mucho en la personalidad. En características tales como extroversión y amabilidad, los adoptados se parecen más a sus padres biológicos que a sus padres adoptivos. Sin embargo, los diminutos efectos del entorno compartido no significan que la crianza adoptiva sea ineficaz. Aunque la genética puede limitar la influencia del entorno familiar en la personalidad, los padres influyen en las actitudes, los valores, la fe, los modales y la política de sus hijos. En hogares adoptivos, la negligencia y el abuso infantil e incluso el divorcio entre los padres no es común. Esto notó que no es sorprendente, a pesar de un riesgo algo mayor de desorden psicológico, que la mayoría de los niños adoptados sobresalgan, especialmente cuando son adoptados cuando eran bebés. De hecho, siete de cada ocho informaron sentir una fuerte conexión con uno o incluso ambos de sus padres adoptivos.

### Tipos de teorías
El tipo de personalidad se refiere a la clasificación psicológica de diferentes tipos de personas. Los tipos de personalidad se distinguen de los rasgos de personalidad, que vienen en diferentes grados. Existen muchas teorías de tipo con respecto a la personalidad, pero cada teoría contiene varias y, a veces, muchas subteorías. Una «teoría de la personalidad» construida por cualquier psicólogo dado contendrá múltiples teorías o subteorías relacionadas que a menudo se expanden a medida que más psicólogos exploran la teoría. Por ejemplo, según las teorías de tipo, hay dos tipos de personas, introvertidos y extrovertidos. De acuerdo con las teorías de los rasgos, la introversión y la extroversión son parte de una dimensión continua con muchas personas en el medio. La idea de los tipos psicológicos se originó en el trabajo teórico de Carl Jung, específicamente en su libro de 1921 llamado Psychologische Typen (Tipos psicológicos) y William Marston.
Sobre la base de las escrituras y observaciones de Jung durante la Segunda Guerra Mundial, Isabel Briggs Myers y su madre, Katharine C. Briggs, delinearon los tipos de personalidad construyendo el Indicador Myers–Briggs. Este modelo fue utilizado más tarde por David Keirsey con una comprensión diferente de Jung, Briggs y Myers. En la antigua Unión Soviética, la lituana Aušra Augustinavičiūtė obtuvo independientemente un modelo del tipo de personalidad de Jung llamado sociónica.
Las teorías también se pueden considerar un «enfoque» de la personalidad o la psicología y generalmente se lo conoce como un modelo. El modelo es un enfoque más antiguo y más teórico de la personalidad, que acepta la extroversión y la introversión como orientaciones psicológicas básicas en relación con dos pares de funciones psicológicas:
- Funciones de percepción: detección e intuición (confianza en hechos concretos, orientados a la sensibilidad versus confianza en conceptos abstractos y posibilidades imaginadas).
- Funciones de juzgar: pensar y sentir (basar las decisiones principalmente en la lógica frente a la decisión basada en la emoción).

Briggs y Myers también agregaron otra dimensión de personalidad a su tipo de indicador para medir si una persona prefiere usar una función de juzgar o percibir cuando interactúa con el mundo externo. Por lo tanto, incluyeron preguntas diseñadas para indicar si alguien desea llegar a conclusiones (juicio) o mantener abiertas las opciones (percepción).
Esta tipología de personalidad tiene algunos aspectos de una teoría del rasgo: explica el comportamiento de las personas en términos de características fijas opuestas. En estos modelos más tradicionales, la preferencia de percepción / intuición se considera la más básica, dividiendo a las personas en tipos de personalidad «N» (intuitiva) o «S» (sensible). También se asume que una «N» es guiada ya sea por pensamiento o sentimiento y dividida en el temperamento «NT» (científico, ingeniero) o «NF» (autor, humanitario). En cambio, se supone que una «S» está guiada más por el eje de juicio / percepción y, por lo tanto, se divide en el temperamento «SJ» (guardián, tradicionalista) o «SP» (intérprete, artesano). Estos cuatro se consideran básicos, con los otros dos factores en cada caso (incluyendo siempre la extraversión / introversión) menos importantes. Los críticos de esta visión tradicional han observado que los tipos pueden ser bastante estereotipados por profesiones (aunque ni Myers ni Keirsey se involucraron en este tipo de descripciones), y así puede surgir más de la necesidad de categorizar a las personas con el propósito de guiar su elección de carrera. Esta, entre otras objeciones, condujo a la aparición de la visión de cinco factores, que está menos preocupada por el comportamiento en condiciones de trabajo y más preocupada por el comportamiento en circunstancias personales y emocionales. (Cabe señalar, sin embargo, que el MBTI no está diseñado para medir el «trabajo propio», sino más bien lo que Myers y McCaulley llamaron «en otros zapatos»).
Teoría de la personalidad tipo A y tipo B: durante la década de 1950, Meyer Friedman y sus colaboradores definieron lo que llamaron patrones de comportamiento tipo A y tipo B. Ellos teorizaron que las personalidades intensas y duras de tipo A tenían un mayor riesgo de sufrir una enfermedad coronaria porque son «adictos al estrés». Las personas de tipo B, por otro lado, tienden a estar relajadas, menos competitivas y con menor riesgo. También hubo un perfil mixto Tipo AB.
El modelo vocacional RIASEC de John L. Holland, comúnmente conocido como Códigos Holland, estipula que seis tipos de personalidad llevan a las personas a elegir sus trayectorias profesionales. En este modelo circumplex, los seis tipos se representan como un hexágono, con tipos adyacentes más estrechamente relacionados que los más distantes. El modelo es ampliamente utilizado en el asesoramiento vocacional.
El modelo de personalidad de Eduard Spranger, que consta de seis (o, según algunas revisiones, 6 +1) tipos básicos de actitudes de valor, se describe en su libro Types of Men (Lebensformen; Halle (Saale): Niemeyer, 1914; traducción inglesa de PJW Pigors - Nueva York: GE Stechert Company, 1928).
El Eneagrama de la Personalidad, un modelo de personalidad humana que se usa principalmente como una tipología de nueve tipos de personalidad interconectados. Ha sido criticada por estar sujeta a interpretación, por lo que es difícil probarla o validarla científicamente.
Tal vez el intento más antiguo de psicología de la personalidad es la tipología de la personalidad esbozada por las escuelas budistas hindúes de Abhidharma. Esta tipología se centra principalmente en los rasgos personales negativos (avaricia, odio y engaño) y las correspondientes prácticas de meditación positiva utilizadas para contrarrestar esos rasgos.

### Teorías psicoanalíticas
Las teorías psicoanalíticas explican el comportamiento humano en términos de la interacción de varios componentes de la personalidad. Sigmund Freud fue el fundador de esta escuela de pensamiento. Freud recurrió a la física de su época (termodinámica) para acuñar el término psicodinámica. Basado en la idea de convertir el calor en energía mecánica, propuso que la energía psíquica podría convertirse en comportamiento. La teoría de Freud le da importancia central a los conflictos psicológicos dinámicos e inconscientes.

Modelo estructural del aparato psíquico en la Teoría de Freud.

Freud divide la personalidad humana en tres componentes importantes: El ello, yo y el superyó. El ello actúa de acuerdo con el principio de placer, exigiendo la gratificación inmediata de sus necesidades independientemente del entorno externo; el yo entonces debe emerger para cumplir de manera realista los deseos y demandas de la identidad de acuerdo con el mundo exterior, adhiriéndose al principio de la realidad. Finalmente, el superyó (conciencia) inculca el juicio moral y las reglas sociales sobre el yo, forzando así las demandas de la identificación a cumplir no solo de manera realista sino moral. El superyó es la última función de la personalidad a desarrollar, y es la encarnación de los ideales parentales / sociales establecidos durante la infancia. Según Freud, la personalidad se basa en las interacciones dinámicas de estos tres componentes.
La canalización y liberación de energías sexuales (libidinales) y agresivas, que surgen de los impulsos «Eros» (sexo, autopreservación instintiva) y «Thanatos» (muerte, autoaniquilación instintiva) respectivamente, son componentes principales de su teoría. Es importante tener en cuenta que la amplia comprensión de Freud de la sexualidad incluye todo tipo de sensaciones placenteras experimentadas por el cuerpo humano.
Freud propuso cinco etapas psicosexuales de desarrollo de la personalidad. Él creía que la personalidad adulta depende de las experiencias de la primera infancia y en gran medida determinada por la edad de cinco años. Las fijaciones que se desarrollan durante la etapa infantil contribuyen a la personalidad y el comportamiento de los adultos. Estas cinco etapas psicosexuales son:
1. Etapa Oral: este periodo comprende desde el nacimiento hasta los 18 meses y se caracteriza porque el niño obtiene placer a través de succionar el pecho de la madre y masticar los alimentos meses más tardes. Según Freud los niños que obtienen buena gratificación durante esta etapa tienden a ser adultos optimistas, crédulos y confiables, mientras que los que no son satisfactoriamente gratificados tienden a ser pesimistas, sarcásticos, discutidores y hostiles.
2. Etapa Anal: de los 18 meses a los 3 años aproximadamente, en esta etapa el placer del niño está concentrado en el ano y lo experimenta a partir de la expulsión y retención de heces fecales. Se cree que los hijos de padres estrictos en el entrenamiento de control de esfínteres tienden a ser autodestructivos, obstinados, mezquinos y excesivamente ordenados durante la edad adulta (Freud, 1967).
3. Etapa Fálica:  comprende de los 3 a 6 años, es una etapa muy importante porque es este el momento en que los niños empiezan a descubrir sus genitales, entonces se apegan mucho más al progenitor del sexo contrario mientras que experimentan sentimientos de rivalidad con el progenitor del mismo sexo. Las personas que no reciben suficiente gratificación durante esta etapa tienden a mostrarse como egoístas, vanidosos, con baja autoestima, tímidos y con sentimientos de minusvalía durante la edad adulta (Morris & Maisto, 2005).
4. Etapa de Latencia: va de los 6 hasta los 12 o13 años; Freud creía que en esta etapa el interés por el sexo disminuye y los niños pueden jugar con los otros niños del mismo sexo sin experimentar ninguna dificultad (Papalia & Wendkos, 1997).
5. Etapa Genital: va de los 13 años en adelante Freud describe la etapa genital, momento en el cual se despiertan los impulsos sexuales permitiendo que el adolescente satisfaga todos los deseos reprimidos durante la niñez, las personas que logran abordar satisfactoriamente esta etapa, desarrollan un muy buen sentido de responsabilidad y preocupación por los demás (Davidoff, 1998).

Uno de los primeros socios de Sigmund Freud, Alfred Adler, estuvo de acuerdo con Freud en que las experiencias de la primera infancia son importantes para el desarrollo y cree que el orden de nacimiento puede influir en el desarrollo de la personalidad. Adler creía que el niño mayor era el individuo que establecería metas de logro altas para ganar la atención perdida cuando nacieron los hermanos menores. Él creía que los niños del medio eran competitivos y ambiciosos. Él razonó que este comportamiento fue motivado por la idea de superar los logros del primogénito. Añadió, sin embargo, que los niños del medio a menudo no estaban tan preocupados por la gloria atribuida a su comportamiento. También creía que el más joven sería más dependiente y sociable. Adler terminó por conjeturar que a un niño solo le encanta ser el centro de atención y madura rápidamente, pero al final no logra ser independiente.
Heinz Kohut pensó de manera similar a la idea de transferencia de Freud. Usó el narcisismo como un modelo de cómo las personas desarrollan su sentido del yo. El narcisismo es el sentido exagerado de uno mismo en el que se cree que existe para proteger su baja autoestima y sentido de inutilidad. Kohut tuvo un impacto significativo en el campo extendiendo la teoría del narcisismo de Freud e introduciendo lo que llamó las «transferencias del auto-objeto» de la duplicación y la idealización. En otras palabras, los niños necesitan idealizarse y «asimilarse» emocionalmente e identificarse con la competencia idealizada de figuras admiradas como padres o hermanos mayores. También necesitan tener su autoestima reflejada por estas personas. Estas experiencias les permiten aprender las habilidades para calmarse a sí mismas y otras que son necesarias para el desarrollo de un sentido saludable de sí mismos.
Otra figura importante en el mundo de la teoría de la personalidad es Karen Horney. Se le atribuye el desarrollo del «yo real» y del «yo ideal». Ella cree que todas las personas tienen estos dos puntos de vista de sí mismos. El «yo real» es cómo actúan los humanos con respecto a la personalidad, los valores y la moral; pero el «yo ideal» es una construcción que los individuos implementan para ajustarse a las normas sociales y personales.

### Teorías conductistas
Los conductistas explican la personalidad en términos de los efectos que los estímulos externos tienen sobre el comportamiento. Los enfoques utilizados para analizar el aspecto conductual de la personalidad se conocen como teorías conductuales o teorías de acondicionamiento del aprendizaje. Estos enfoques fueron un cambio radical de la filosofía freudiana. Uno de los principales principios de esta concentración de la psicología de la personalidad es un fuerte énfasis en el pensamiento científico y la experimentación. Esta escuela de pensamiento fue desarrollada por B. F. Skinner quien presentó un modelo que enfatizaba la interacción mutua de la persona o «el organismo» con su entorno. Skinner cree que los niños hacen cosas malas porque el comportamiento obtiene atención que sirve como un reforzador. Por ejemplo: un niño llora porque el llanto del niño en el pasado le ha llamado la atención. Estas son la respuesta y las consecuencias. La respuesta es el llanto infantil, y la atención que recibe el niño es la consecuencia reforzadora. Según esta teoría, el comportamiento de las personas está formado por procesos tales como el condicionamiento operante. Skinner presentó un «modelo de contingencia de tres términos» que ayudó a promover el análisis del comportamiento basado en el «Estímulo - Respuesta - Modelo de Consecuencia» en el cual la pregunta crítica es: ¿«Bajo qué circunstancias o «estímulos» antecedentes el organismo participa en un particular comportamiento o «respuesta», que a su vez produce una «consecuencia» particular»?.
Richard Herrnstein amplió esta teoría al dar cuenta de las actitudes y los rasgos. Se desarrolla una actitud a medida que la fuerza de respuesta (la tendencia a responder) en las presencias de un grupo de estímulos se estabiliza. En lugar de describir rasgos condicionables en lenguaje no conductual, la fuerza de respuesta en una situación dada explica la parte ambiental. Herrstein también consideraba que los rasgos tenían un gran componente genético o biológico, al igual que la mayoría de los conductistas modernos.
Ivan Pavlov es otra influencia notable. Él es bien conocido por sus experimentos de acondicionamiento clásico con perros, lo que lo llevó a descubrir los cimientos del conductismo.

### Teorías sociales cognitivas
En la teoría cognitiva, el comportamiento es explicado como guiado por las cogniciones (por ejemplo, expectativas) sobre el mundo, especialmente a aquellos de otras personas. Las teorías cognitivas son teorías de la personalidad que hacen hincapié en los procesos cognitivos, tales como el pensar y juzgar.

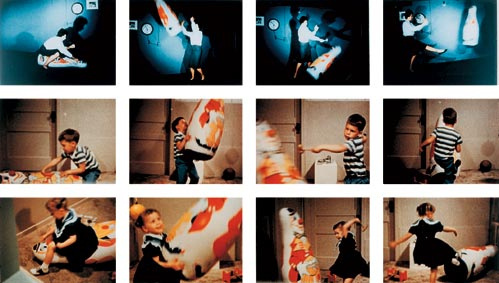
Fotografías del experimento del muñeco bobo de Albert Bandura.

Albert Bandura, un teórico del aprendizaje social, sugirió que las fuerzas de la memoria y las emociones funcionaban junto con las influencias del entorno. Bandura era conocido principalmente por su «experimento del muñeco Bobo». Durante estos experimentos, Bandura grabó en un vídeo a un estudiante universitario pateando y abusando verbalmente de un muñeco bobo. Luego mostró este vídeo a una clase de niños de guardería que se estaban preparando para salir a jugar. Cuando ingresaron a la sala de juegos, vieron muñecos bobos y algunos martillos. Las personas que observaban a estos niños en el juego vieron a un grupo de niños golpeando a los muñecos. Llamó a este estudio y sus hallazgos aprendizaje observacional o modelado.
Los primeros ejemplos de acercamientos al estilo cognitivo son enumerados por Baron(1982). Estos incluyen el trabajo de Witkin (1965) sobre dependencia de campo, Gardner's (1953) descubrió que la gente tenía una preferencia constante por la cantidad de categorías que usaban para categorizar objetos heterogéneos, y el trabajo de Block y Petersen (1955) sobre la confianza en los juicios de discriminación de línea. Barón relaciona el desarrollo temprano de los enfoques cognitivos de la personalidad con la psicología del yo. Más central en este campo han sido:
- Teoría del estilo atribucional[25] que trata con las diferentes formas en que las personas explican los eventos en sus vidas. Este enfoque se basa en el locus de control, pero lo amplía al afirmar que también debemos considerar si las personas lo atribuyen a causas estables o variables, y a causas globales o causas específicas.

Se han desarrollado diversas escalas para evaluar tanto el estilo atribucional como el locus de control. Las escalas de locus de control incluyen las utilizadas por Rotter y más tarde por Duttweiler, Nowicki y Strickland (1973) Escala de locus de control para niños y diversas escalas de locus de control específicamente en el campo de la salud, más famosas que la de Kenneth Wallston y sus colegas, La escala de locus de control de salud multidimensional. El estilo de atribución ha sido evaluado por el Cuestionario de Atribución de Estilo, el cuestionario de atribución del estilo ampliado, El cuestionario de atribuciones, El cuestionario de atribución del estilo de los eventos reales y La prueba de evaluación del estilo de atribución.
- La teoría del estilo de logro se centra en la identificación de la tendencia del Locus of Control de un individuo, como las evaluaciones de Rotter, y Cassandra Bolyard Whyte encontró que proporcionaba información valiosa para mejorar el rendimiento académico de los estudiantes.[32] Es probable que las personas con tendencias de control interno persistan en mejores niveles de rendimiento académico, presentando una personalidad de logro, según Cassandra B. Whyte.

Reconocimiento de que la tendencia a creer que el trabajo duro y la persistencia a menudo resultan en el logro de la vida y los objetivos académicos ha influido en los esfuerzos formales de educación y asesoramiento con estudiantes de diversas edades y en diversos entornos desde la década de 1970 la investigación sobre el rendimiento. El asesoramiento dirigido a alentar a las personas a diseñar objetivos ambiciosos y trabajar para lograrlos, reconociendo que existen factores externos que pueden tener impacto, a menudo resulta en la incorporación de un estilo de logros más positivo por parte de los estudiantes y empleados, independientemente del entorno, para incluir educación superior, lugar de trabajo o programación de justicia.
Walter Mischel (1999) también defendió un enfoque cognitivo de la personalidad. Su trabajo se refiere a «Unidades cognitivas afectivas» y considera factores tales como la codificación de estímulos, afectos, establecimiento de metas y creencias autorreguladoras. El término «unidades cognitivas afectivas» muestra cómo su enfoque considera tanto el afecto como la cognición.
Teoría cognitivo-experimental (CEST, por sus siglas en inglés) es otra teoría de la personalidad cognitiva. Desarrollado por Seymour Epstein, CEST argumenta que los humanos operan por medio de dos sistemas independientes de procesamiento de información: el sistema experiencial y el sistema racional. El sistema experiencial es rápido y está impulsado por las emociones. El sistema racional es lento y dirigido por la lógica. Estos dos sistemas interactúan para determinar nuestros objetivos, pensamientos y comportamiento.
La psicología de los constructos personales (PCP) es una teoría de la personalidad desarrollada por el psicólogo estadounidense George Kelly en la década de 1950. La visión fundamental de la personalidad de Kelly era que las personas son como científicos ingenuos que ven el mundo a través de una lente particular, basada en sus sistemas de construcción organizados de manera única, que utilizan para anticipar eventos. Pero debido a que las personas son científicos ingenuos, a veces emplean sistemas para interpretar el mundo que están distorsionados por experiencias idiosincrásicas no aplicables a su situación social actual. Se considera que un sistema de construcción que falla crónicamente para caracterizar y / o predecir eventos, y no se revisa apropiadamente para comprender y predecir el cambiante mundo social, subyace en la psicopatología (o enfermedad mental). De la teoría, Kelly derivó un enfoque de psicoterapia y también una técnica llamada The Repertory Grid Interview (La entrevista de rejilla de reportorio) que ayudó a sus pacientes a descubrir sus propios «constructos» con una mínima intervención o interpretación por parte del terapeuta. La rejilla del repertorio se adaptó posteriormente para diversos usos dentro de las organizaciones, incluida la toma de decisiones y la interpretación de las cosmovisiones de otras personas.

### Teorías humanistas
La psicología humanista enfatiza que las personas tienen libre albedrío y que esto juega un papel activo en la determinación de cómo se comportan. En consecuencia, la psicología humanista se centra en las experiencias subjetivas de las personas en oposición a los factores forzados y definitivos que determinan el comportamiento. Abraham Maslow y Carl Rogers fueron partidarios de este punto de vista, que se basa en la teoría del «campo fenomenal» de Combs y Snygg (1949). Rogers y Maslow se encontraban entre un grupo de psicólogos que trabajaron juntos durante una década para producir la revista llamada Journal of Humanistic Psychology. Esta revista se enfocó principalmente en ver a los individuos como un todo, en lugar de enfocarse únicamente en rasgos y procesos separados dentro del individuo.
Robert W. White escribió el libro The Abnormal Personality (La personalidad anormal) que se convirtió en un texto estándar sobre la psicología anormal. También investigó la necesidad humana de luchar por objetivos positivos, como competencia e influencia, para contrarrestar el énfasis de Freud en los elementos patológicos del desarrollo de la personalidad.
Maslow pasó la mayor parte de su tiempo estudiando lo que él llamaba «personas autorrealizadas», aquellos que se están «satisfaciendo a sí mismos y haciendo lo mejor que son capaces de hacer». Maslow cree que todos los que están interesados en el crecimiento se mueven hacia puntos de vista autoactivos (crecimiento, felicidad, satisfacción). Muchas de estas personas demuestran una tendencia en las dimensiones de sus personalidades. Las características de los autorreguladores según Maslow incluyen las cuatro dimensiones clave:
1. La conciencia: mantienen el disfrute constante y el asombro de la vida. Estas personas a menudo experimentaron una «experiencia máxima». Él definió una experiencia máxima como una «intensificación de cualquier experiencia en la medida en que hay una pérdida o trascendencia del yo». Una experiencia máxima es aquella en la que un individuo percibe una expansión de sí mismo y detecta una unidad y sentido en la vida. La concentración intensa en una actividad en la que uno está involucrado, como correr un maratón, puede invocar una experiencia máxima.
2. Realidad y problema centrado: tienen una tendencia a preocuparse por los «problemas» en sus alrededores.
3. Aceptación / espontaneidad – aceptar el entorno y lo que no se puede cambiar.
4. Sentido del humor unánime / democrático: no se toma la amabilidad de bromear sobre los demás, lo que puede verse como ofensivo. Tienen amigos de todos los orígenes y religiones y mantienen amistades muy cercanas.

Maslow y Rogers enfatizaron una visión de la persona como un ser humano activo, creativo y experimentado que vive en el presente y responde subjetivamente a las percepciones, relaciones y encuentros actuales. No están de acuerdo con la visión oscura y pesimista de los que pertenecen al psicoanálisis freudiano, sino que consideran las teorías humanistas como propuestas positivas y optimistas que enfatizan la tendencia de la personalidad humana hacia el crecimiento y la autorrealización. Este yo progresivo seguirá siendo el centro de su mundo en constante cambio; un mundo que ayudará a moldear el yo pero no necesariamente confinarlo. Por el contrario, el yo tiene la oportunidad de maduración en función de sus encuentros con este mundo. Este entendimiento intenta reducir la aceptación de una redundancia sin esperanza. La terapia humanista generalmente depende del cliente para obtener información del pasado y su efecto en el presente, por lo tanto, el cliente dicta el tipo de orientación que el terapeuta puede iniciar. Esto permite un enfoque individualizado de la terapia. Rogers descubrió que los pacientes difieren en cómo responden a otras personas. Rogers trató de modelar un enfoque particular de la terapia, hizo hincapié en la respuesta reflexiva o empática. Este tipo de respuesta toma el punto de vista del cliente y refleja su sentimiento y el contexto para él. Un ejemplo de respuesta reflexiva sería: «Parece que te sientes ansioso por tu próximo matrimonio». Este tipo de respuesta busca clarificar la comprensión del terapeuta al tiempo que alienta al cliente a pensar más profundamente y tratar de comprender completamente los sentimientos que ha expresado.

### Teorías biopsicológicas

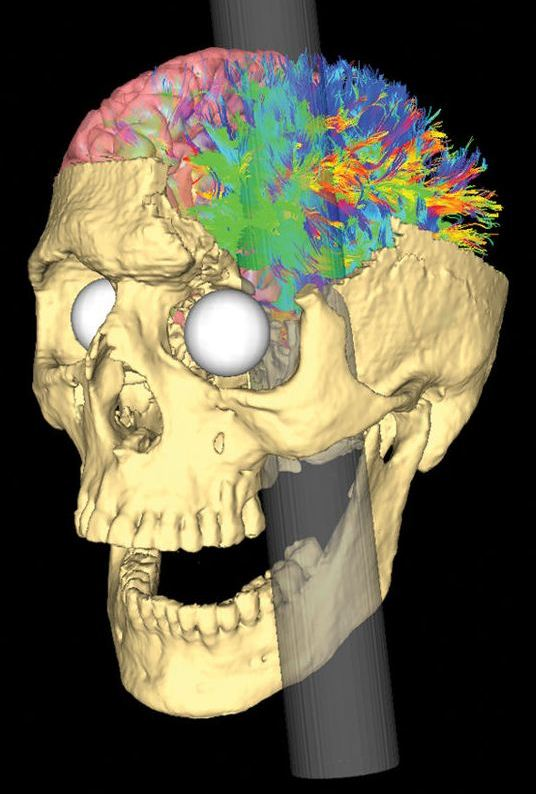

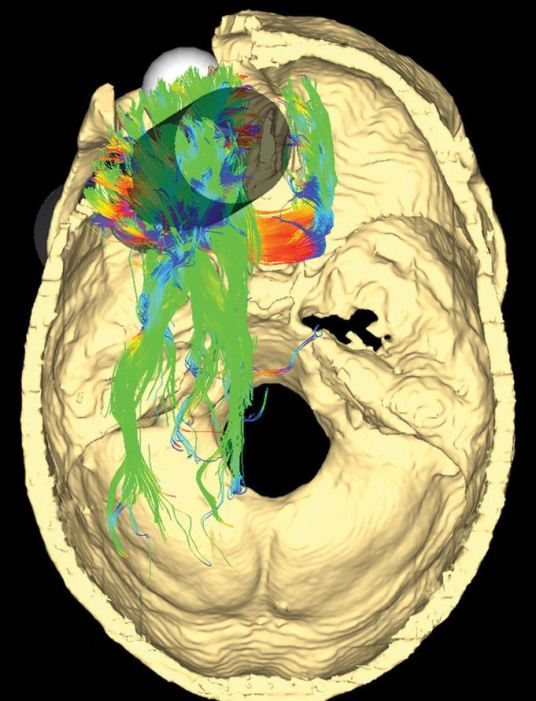
Representaciones de falso color de las vías de la fibra cerebral afectadas en el accidente de Phineas Gage, según Van Horn entre otros.

La biología juega un papel muy importante en el desarrollo de la personalidad. El estudio del nivel biológico en la psicología de la personalidad se centra principalmente en identificar el papel de los determinantes genéticos y cómo moldean las personalidades individuales. Los primeros pensamientos sobre posibles bases biológicas de la personalidad surgieron del caso de Phineas Gage. En un accidente de 1848, la cabeza de Gage fue atravesada por una gran barra de hierro, y su personalidad aparentemente cambió como resultado, aunque las descripciones de estos cambios psicológicos suelen ser exageradas.
En general, los pacientes con daño cerebral han sido difíciles de encontrar y estudiar. En la década de 1990, los investigadores comenzaron a usar electroencefalografía (EEG), tomografía por emisión de positrones (PET) y más recientemente resonancia magnética funcional (fMRI), que es ahora la técnica de imagen más utilizada para ayudar a localizar los rasgos de personalidad en el cerebro.

#### Base genética de la personalidad
Desde que el Proyecto del Genoma Humano permitió una comprensión mucho más profunda de la genética, ha habido una controversia en curso que involucra la heredabilidad, los rasgos de personalidad y la influencia ambiental vs. genética en la personalidad. Se sabe que el genoma humano desempeña un papel en el desarrollo de la personalidad.
Anteriormente, los estudios de personalidad genética se centraban en genes específicos que se correlacionaban con rasgos de personalidad específicos. La visión de hoy de la relación entre el gen y la personalidad se centra principalmente en la activación y expresión de genes relacionados con la personalidad y forma parte de lo que se conoce como genética conductual. Los genes proporcionan numerosas opciones para que se expresen las células que varían; sin embargo, el entorno determina cuáles de estos están activados. Muchos estudios han observado esta relación de diferentes maneras en que nuestros cuerpos pueden desarrollarse, pero la interacción entre los genes y la configuración de nuestras mentes y personalidad también es relevante para esta relación biológica.
Las interacciones ADN-entorno son importantes en el desarrollo de la personalidad porque esta relación determina qué parte del código de ADN se convierte realmente en proteínas que se convertirán en parte de un individuo. Se ha observado que, aunque el genoma pone a disposición diferentes opciones, al final, el entorno es el determinante último de lo que se activa. Pequeños cambios en el ADN en los individuos son los que conducen a la singularidad de cada persona, así como a las diferencias en apariencia, habilidades, funcionamiento cerebral y todos los factores que culminan en el desarrollo de una personalidad cohesiva.
Cattell y Eysenck han propuesto que la genética tiene una gran influencia en la personalidad. Una gran parte de la evidencia recopilada que relaciona la genética y el medio ambiente con la personalidad proviene de estudios con gemelos. Este «método doble» compara los niveles de similitud en la personalidad usando gemelos genéticamente idénticos. Uno de los primeros de estos estudios con gemelos midió 800 pares de gemelos, estudió numerosos rasgos de personalidad y determinó que los gemelos idénticos son más similares en sus habilidades generales. Se encontró que las similitudes de la personalidad están menos relacionadas con los autoconceptos, las metas y los intereses.
Los estudios de gemelos también han sido importantes en la creación del modelo de personalidad de cinco factores: neuroticismo, extraversión, apertura, amabilidad y escrupulosidad. El neuroticismo y la extraversión son los dos rasgos más ampliamente estudiados. Una persona que puede caer en la categoría de extrovertido puede mostrar características tales como impulsividad, sociabilidad y actividad. Una persona que cae en la categoría de neuroticismo puede ser más temperamental, ansiosa o irritable. Sin embargo, los gemelos idénticos tienen correlaciones más altas en los rasgos de personalidad que los gemelos fraternos. Un estudio que mide la influencia genética en gemelos en cinco países diferentes encontró que las correlaciones para gemelos idénticos eran de .50, mientras que para fraternales eran de aproximadamente .20. Se sugiere que la herencia y el entorno interactúen para determinar la personalidad de uno.

### Teoría de la evolución
Charles Darwin es el fundador de la teoría de la evolución de la especie. El enfoque evolutivo de la psicología de la personalidad se basa en esta teoría. Esta teoría examina cómo las diferencias de personalidad individuales se basan en la selección natural. A través de la selección natural, los organismos cambian con el tiempo a través de la adaptación y la selección. Los rasgos se desarrollan y ciertos genes entran en la expresión basados en el ambiente de un organismo y cómo estos rasgos ayudan en la supervivencia y reproducción de un organismo.
Los polimorfismos, como el género y el tipo de sangre, son formas de diversidad que evolucionan para beneficiar a una especie como un todo. La teoría de la evolución tiene amplias implicaciones en la psicología de la personalidad. La personalidad vista a través de la lente de la psicología evolutiva pone mucho énfasis en los rasgos específicos que con mayor probabilidad ayudan en la supervivencia y la reproducción, como la escrupulosidad, la sociabilidad, la estabilidad emocional y el dominio. Los aspectos sociales de la personalidad se pueden ver a través de una perspectiva evolutiva. Los rasgos específicos del carácter se desarrollan y se seleccionan porque juegan un papel importante y complejo en la jerarquía social de los organismos. Tales características de esta jerarquía social incluyen el intercambio de recursos importantes, interacciones familiares y de apareamiento, y el daño o ayuda que los organismos pueden otorgarse entre sí.

## Tests de personalidad

Lámina N°10 del Test de Rorschach

Hay dos tipos principales de pruebas de personalidad, proyectivas y objetivas.
Las pruebas proyectivas suponen que la personalidad es principalmente inconsciente y evalúa a los individuos por la forma en que responden a un estímulo ambiguo, como una mancha de tinta. Las pruebas proyectivas han estado en uso durante aproximadamente 60 años y continúan utilizándose en la actualidad. Ejemplos de tales pruebas incluyen el Test de Rorschach y el Test de apercepción temática.
El Test de Rorschach implica mostrar a un individuo una serie de tarjetas con manchas de tinta ambiguas. Se le pide al individuo que se está probando que proporcione interpretaciones de las manchas en las tarjetas al indicar todo lo que la mancha de tinta puede parecer en función de su interpretación personal. El terapeuta luego analiza sus respuestas. Las reglas para calificar el examen se han cubierto en manuales que cubren una amplia variedad de características tales como contenido, originalidad de la respuesta, ubicación de «imágenes percibidas» y varios otros factores. Usando estos métodos de calificación específicos, el terapeuta intentará relacionar las respuestas de prueba con los atributos de la personalidad del individuo y sus características únicas. La idea es que las necesidades inconscientes saldrán en la respuesta de la persona, por ejemplo, una persona agresiva puede ver imágenes de destrucción.
El test de apercepción temática (también conocida como TAT, por sus siglas en inglés) implica presentar a los individuos imágenes / escenas vagas y pedirles que cuenten una historia basada en lo que ven. Ejemplos comunes de estas «escenas» incluyen imágenes que pueden sugerir relaciones familiares o situaciones específicas, como un padre, un hijo, un hombre y una mujer en un dormitorio. Las respuestas se analizan para temas comunes. Las respuestas únicas para un individuo están teóricamente destinadas a indicar pensamientos subyacentes, procesos y posibles conflictos presentes en el individuo. Se cree que las respuestas están directamente relacionadas con motivos inconscientes. Hay muy poca evidencia empírica disponible para respaldar estos métodos.
Las pruebas objetivas suponen que la personalidad es conscientemente accesible y que se puede medir mediante cuestionarios de autoinforme. La investigación sobre evaluación psicológica generalmente ha encontrado que las pruebas objetivas son más válidas y confiables que las pruebas proyectivas. Los críticos han señalado el efecto Forer para sugerir que algunos de ellos parecen ser más precisos y discriminativos de lo que realmente son. Los problemas con estas pruebas incluyen informes falsos porque no hay forma de saber si una persona responde una pregunta con honestidad o precisión.

## Experiencia interna
La psicología ha definido tradicionalmente la personalidad a través de sus patrones de comportamiento, y más recientemente con estudios neurocientíficos del cerebro. En los últimos años, algunos psicólogos han recurrido al estudio de las experiencias internas para obtener una idea de la personalidad, así como de la individualidad. Las experiencias internas son los pensamientos y sentimientos de un fenómeno inmediato. Otro término usado para definir experiencias internas es qualia. Ser capaz de comprender las experiencias internas ayuda a comprender cómo los humanos se comportan, actúan y responden. La definición de personalidad usando experiencias internas se ha expandido debido al hecho de que depender únicamente de los principios de comportamiento para explicar el propio carácter puede parecer incompleto. Los métodos conductuales permiten que un observador observe al sujeto, mientras que con las experiencias internas el sujeto es su propio observador.

### Métodos que miden la experiencia interna
Muestreo descriptivo de la experiencia (DES), desarrollado por el psicólogo Russel Hurlburt. Este es un método idiográfico que se usa para ayudar a examinar las experiencias internas. Este método se basa en una técnica introspectiva que permite describir y medir las experiencias y características internas de un individuo. Un pitido le indica al sujeto que grabe su experiencia en ese momento exacto y 24 horas después se realiza una entrevista basada en todas las experiencias registradas. DES se ha utilizado en sujetos que han sido diagnosticados con esquizofrenia y depresión. También ha sido crucial estudiar las experiencias internas de aquellos que han sido diagnosticados con enfermedades psiquiátricas comunes.
Pensamientos articulados en situaciones estimuladas (ATS): es un paradigma que se creó como una alternativa al método TA (pensar en voz alta). Este método supone que las personas tienen diálogos internos continuos a los que se les puede atender naturalmente. ATSS también evalúa los pensamientos internos de una persona mientras verbaliza sus cogniciones. En este procedimiento, los sujetos escuchan un escenario a través de un reproductor de video o audio y se les pide que imaginen que se encuentran en esa situación específica. Más tarde, se les pide que expresen sus pensamientos a medida que ocurren en reacción al escenario de juego. Este método es útil para estudiar la experiencia emocional dado que los escenarios utilizados pueden influir en emociones específicas. Lo más importante, el método ha contribuido al estudio de la personalidad. En un estudio realizado por Rayburn y Davison (2002), se evaluaron los pensamientos de los sujetos y su empatía hacia los crímenes de odio contra los homosexuales. Los investigadores encontraron que los participantes mostraron intenciones más agresivas hacia el delincuente en escenarios que imitan crímenes de odio..
Método experimental: este método es un paradigma experimental utilizado para estudiar las experiencias humanas involucradas en los estudios de sensación y percepción, aprendizaje y memoria, motivación y psicología biológica. El psicólogo experimental generalmente trata con organismos intactos, aunque los estudios a menudo se realizan con organismos modificados por cirugía, radiación, tratamiento farmacológico o privaciones de larga duración de varios tipos o con organismos que presentan anormalidades orgánicas o trastornos emocionales de manera natural. Los economistas y los psicólogos han desarrollado una variedad de metodologías experimentales para obtener y evaluar las actitudes individuales donde cada emoción difiere para cada individuo. Los resultados se recopilan y cuantifican para concluir si las experiencias específicas tienen algún factor común. Este método se utiliza para buscar la claridad de la experiencia y eliminar los sesgos para ayudar a comprender el significado detrás de la experiencia para ver si se puede generalizar.